# Den lilla enhörningen
Den Lilla Enhörningen (engelska: The Little Unicorn) är en sydafrikansk film från 2002 i regi av Paul Matthews.

## Handling
Polly Regan och hennes morfar måste rädda en enhörning som blivit kidnappad av en ägare till en circus.

## Rollista
- Brittney Bomann – Polly Regan
- Byron Taylor – Toby Cooper
- Emma Samms – Lucy Regan
- David Warner – Ted Regan
- Mick Walter – circusägaren
- Joe Penny – dvärgen
- George Hamilton – den store Allonso